# Scaled Composites
Scaled Composites (pogosto samo Scaled) je ameriško letalskovesoljsko podjetje, ki ga je ustanovil Burt Rutan leta 1982. Sedež podjetja je v kraju Mojave v ameriški zvezni državi Kalifornija. Scaled Composites je bil preteklosti nekaj časa v lasti podjetja Beech Aircraft Corporation, trenutno je v lasti korporacije Northrop Grumman. 
Podjetje je znano po nekonvencionalnih visokosposbnih letalih grajenih večinoma iz kompozitnih materialov. Zasnovali so tudi Model 76 Voyager prvo letalo, ki je poletelo okrog sveta brez postanka (nonstop) in brez prečrpavanja goriva. 
Scaled Composite je zasnoval tudi podorbitalno plovilo SpaceShipOne, ki je dobilo nagrado Ansari X Prize.

## Projekti

### Rutan Aircraft Factory
- Model 27 VariViggen (1972)
- Model 31 VariEze (1975)
- Model 32 VariViggen SP (1973)
- Model 33 VariEze (1976)
- Model 35 AD-1 (1979)
- Model 40/74 Defiant (1978)
- Model 54 Quickie (1978)
- Model 61 Long-EZ (1979)
- Model 68 AMSOIL Racer (1981)
- Model 73 NGT (1981)
- Rutan Model 72 Grizzly (1982)
- Model 76 Voyager: Prvo letalo, ki je letelo okrog sveta brez postankov in brez prečrpavanja goriva (1986)
- Model 77 Solitaire (1982)

### Scaled Composites izdelki
- Model 115 Starship
- Model 133 ATTT (1987)
- Model 81 Catbird (1988)
- Model 143 Triumph
- IAI Searcher
- Model TRA324 Scarab (1988)
- Model 151 ARES (1990)
- Orbital Sciences Pegasus (1990)
- Model 158 Pond Racer:  (1990)
- Bell Eagle Eye (1993)
- Model 202 Boomerang: Asimetrično 5-sedežno letalo
- Model 205 (1991)[1]
- Model 247 Vantage: Razvit za VisionAire (1996)
- Model 271 V-Jet II: Razvit ua  Williams International (1997)
- Model 276 NASA X-38: (1998)
- Model 281 Proteus (1998)
- Roton ATV (1999)
- Model 309 Adam M-309: Prototip za Adam A500 (2000)
- Model 326 Northrop Grumman X-47A (2001)
- Model 302 Toyota TAA-1 (2002)
- Tier One (2003)
  - Model 316 SpaceShipOne: Prvo zasebno vesoljsko plovilo
  - Model 318 White Knight: Nosilno letalo za SpaceShipOne
- Model 311 Virgin Atlantic GlobalFlyer: Enak namen kot Voyager, le z uporabo reaktivnega motorja (2004)
  - Model 339 SpaceShipTwo[2]Naslednik od SpaceShipOne
  - Model 348 WhiteKnightTwo: Naslednik od White Knighta
- Stratolaunch carrier aircraft (Model 351) letalo z največjim razponom kril na svetu[3]
- Model 367 BiPod (2011) Hibridni električni leteči avtomobil
  - Model 395:
  - Model 396:
- SpaceShipThree[4]
- LauncherOne: [5][6]